# 고창군·부안군 (2000년 선거구)
고창군·부안군은 대한민국의 옛 국회의원 선거구이다. 당시 전라북도 고창군과 부안군 지역을 관할했다.

## 역사
제16대 국회의원 선거를 앞두고 고창군 선거구와 부안군 선거구가 통합되면서 신설되었다.
제20대 국회의원 선거를 앞두고 선거구 개편이 이루어지면서 고창군은 정읍시·고창군 선거구를, 부안군은 김제시·부안군 선거구를 이루게 됨에 따라 폐지되었다.

## 역대 국회의원
| 선거   | 정당 | 정당         | 의원   |
| ------ | ---- | ------------ | ------ |
| 2000년 |      | 새천년민주당 | 정균환 |
| 2004년 |      | 열린우리당   | 김춘진 |
| 2008년 |      | 통합민주당   | 김춘진 |
| 2012년 |      | 민주통합당   | 김춘진 |

## 역대 선거 결과

### 대한민국 제16대 국회의원 선거
|  | 70.63% |

|  | 11.44% |

|  | 8.18% |

|  | 3.99% |

|  | 3.17% |

|  | 2.56% |

### 대한민국 제17대 국회의원 선거
|  | 36.26% |

|  | 29.85% |

|  | 16.43% |

|  | 12.10% |

|  | 1.89% |

|  | 1.69% |

|  | 0.87% |

|  | 0.87% |

### 대한민국 제18대 국회의원 선거
|  | 77.41% |

|  | 14.26% |

|  | 8.32% |

### 대한민국 제19대 국회의원 선거
|  | 39.34% |

|  | 33.76% |

|  | 26.88% |